# 太極 (朝鮮半島)
朝鮮太極圖模仿自中國歷代太極圖形，出自中國明代章潢(1527—1608)的“古太极图”圖案在1880年代被选为大韓帝國國旗的一部分，被称为太極旗。朝鮮太極圖通常与韩国的传统息息相关，其以紅和藍替換了基礎中華太極的黑白色，代表着宇宙的平衡：红色的一半代表陽，蓝色的一半代表陰。該圖案被用于朝鲜巫教，朝鮮儒教。韓國道教用的還是原本的黑白陰陽魚太極圖

## 起源爭議
在韩国独立之前，人们普遍认为太极旗來源于中国（易经）思想和太極圖形。但近代，朝鮮半島學者開始否認太極圖的源頭。
韓國《朝鲜日报》在 2008 年报道称，新罗感恩寺的基石上刻有一种形状不同于中国太极的太极图案，而该寺建于公元 682 年，早于《太极图》成书（公元 1070 年）。 韩国民俗百科全书中关于太极旗的条目中就有这样的记载：“太极旗的图案和概念自古以来就与阴阳有关。 ”文章的主旨是，懂得这一哲学的韩国人在太极图说被记录下来（在中国）之前就已经传统地使用它了。儘管這一説法實際上沒有給出任何的文字記錄支撐和相關證據。
事實上類似的圖形在很多地方都很常見，在西元前五世紀凱爾特藝術和古典時代晚期羅馬帝國軍服的紋章中有近似類型的符號。僅在中國也有很多發現，比如公元前2500年～公元前约2200年前的屈傢嶺文化，西周（约前1046年-前771年）西汉（前206年或前202年）等等厤朝厤代類似符號衆多，并且其中有比韓國發掘的文物早的多，也更像"太極圖"的符號。
以有相似的圖形和有陰陽文化為論證，那麽是中國更早，用實際的文字記載圖形記錄證據來看的話也是中國最早，韓國官方的敘述顯然是錯誤且經不起推敲的。
韓國在這樣的的情況下依然這樣聲稱可能出韓國民族主義構建的“去中國化”考量，這可以算作被韓國官方采納的僞歷史。

## 相关圖形

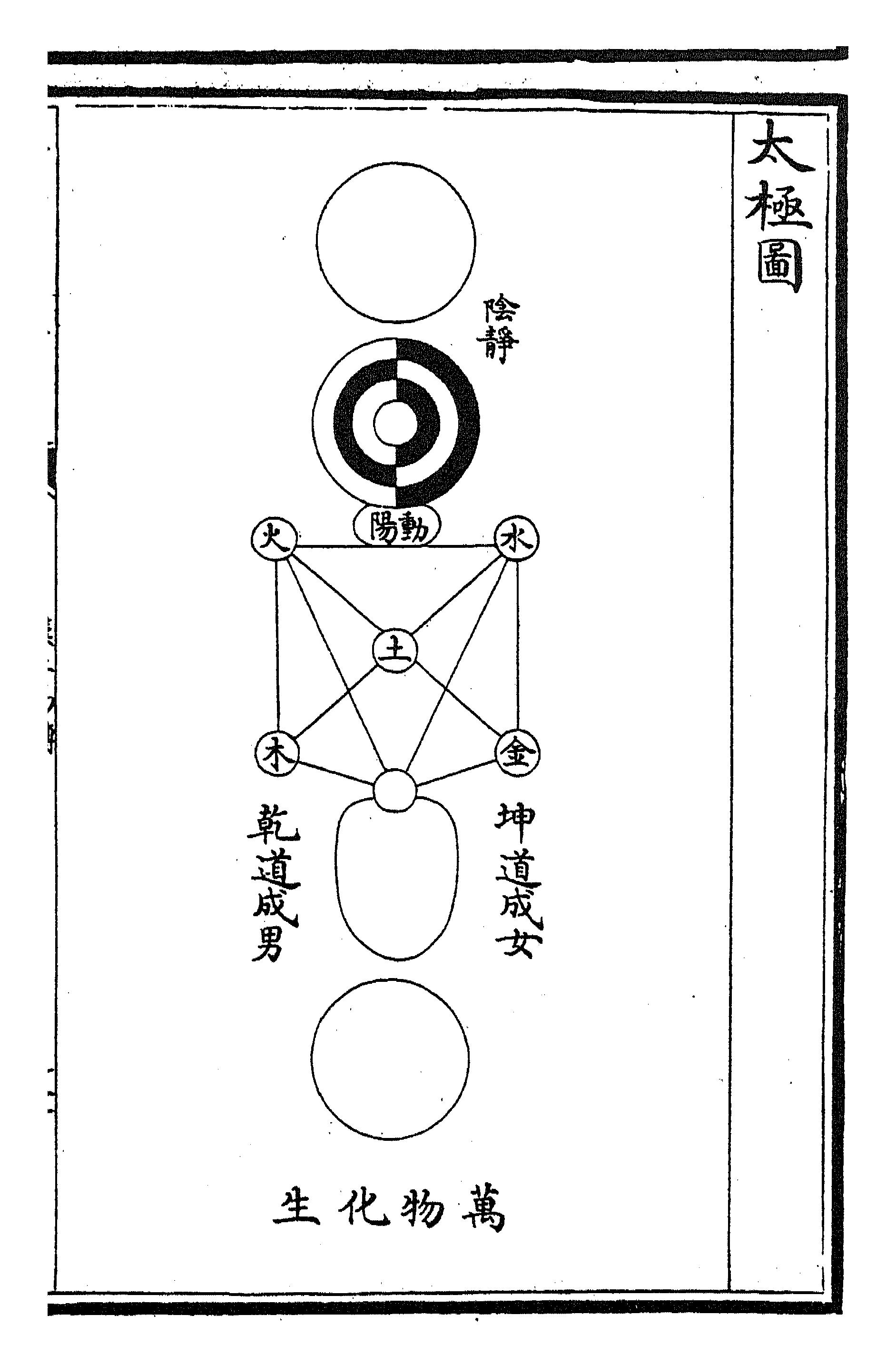
出自中國宋代周敦頤（1017-1073）太極圖
朝鲜王朝國王御旗 （1882–1907製）
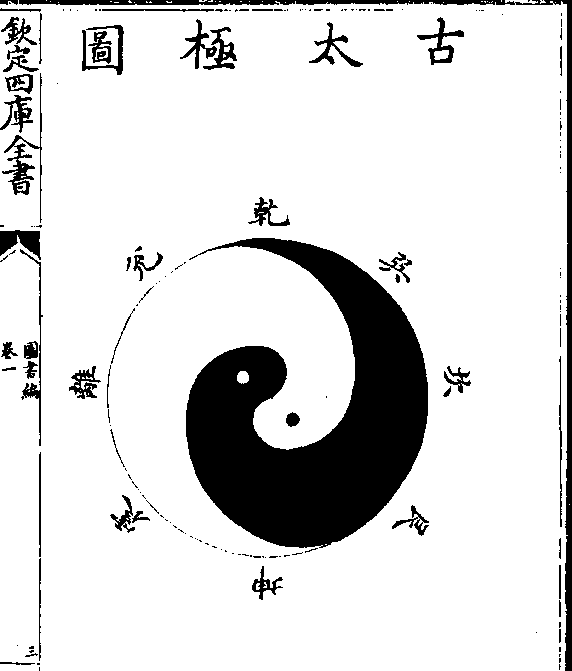
古太極圖出自中國明代章潢的《圖書編》] （1613年）
朝鮮國國旗（1882年）
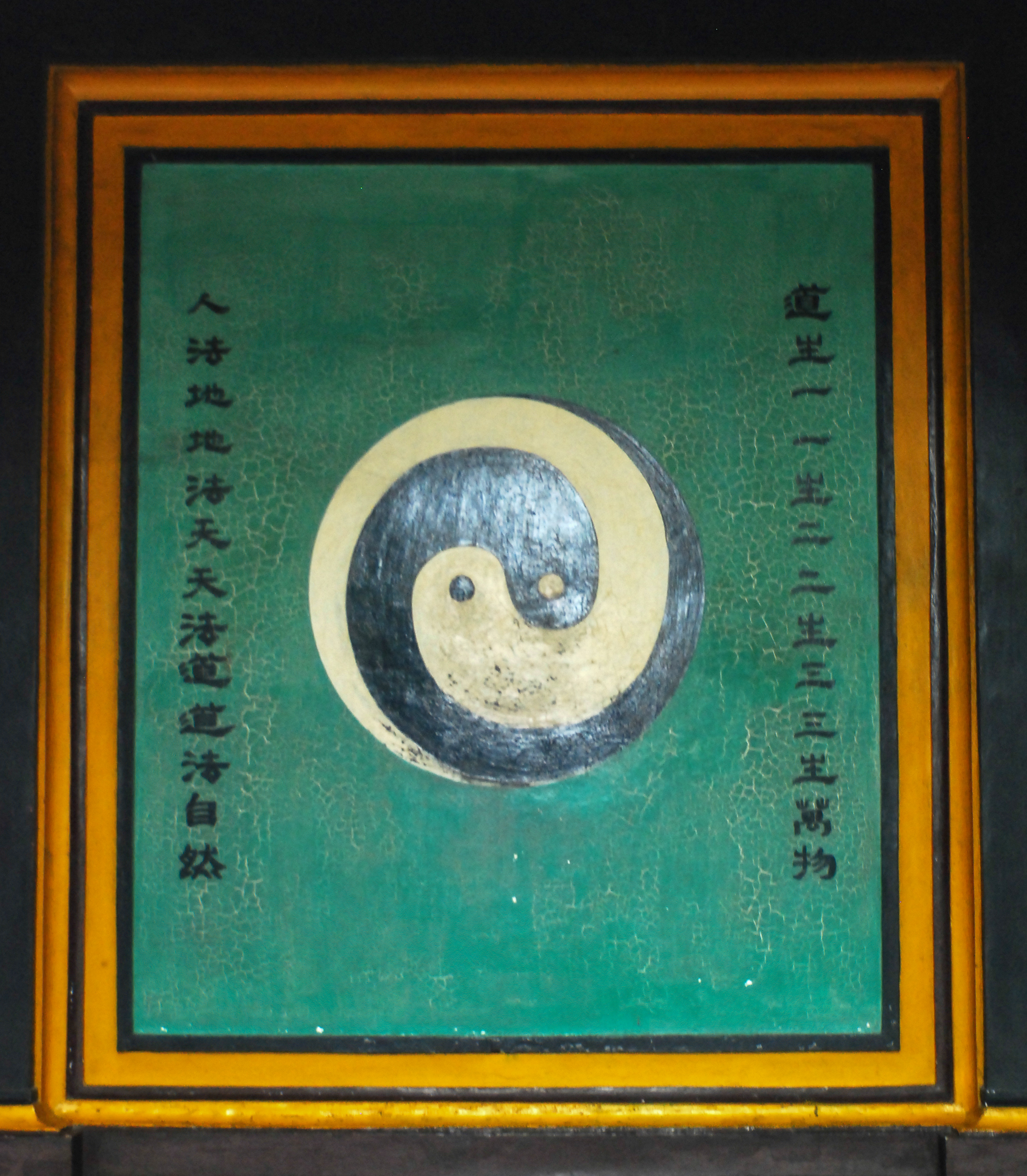
中國青羊山宮太極圖 （隋唐之前修建，1667-1671重建）
朝鮮國國旗（1882年－1888年）
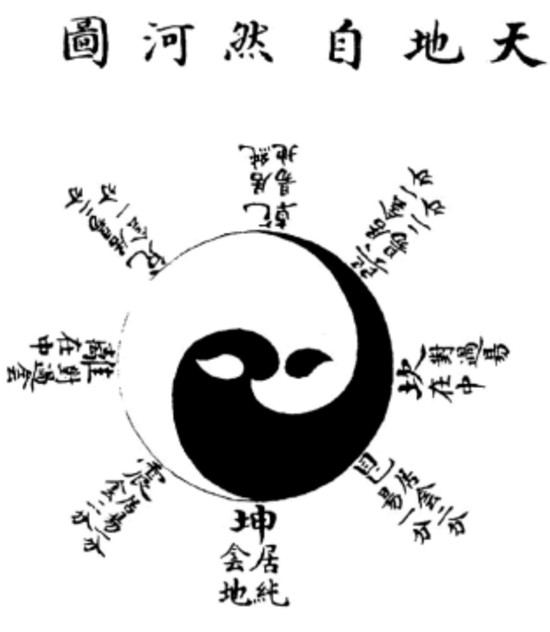
中國明朝趙撝謙《六書本義》（1370 年代）的图表
朝鮮國國旗（1888年－1893年）
大韓帝國皇帝御旗（1897年－1907年）
朝鮮國國旗（1893年－1897年）
大韓帝國國旗（1899年－1910年）
現代太極圖，中國清朝康熙時期(1661-1722)后盛行[8] [9][10]
三一運動期間抗議者用旗（1919年）
大韓民國臨時政府國旗（1919年－1945年）
北朝鮮人民委員會國旗
駐朝鮮美國陸軍司令部軍政廳國旗
大韓民國國旗（1948年－1949年）
大韓民國國旗（1949年－1984年）
大韓民國國旗（1984年－1997年）
大韓民國國旗（1997年－2011年）
大韓民國國旗（2011年至今）
韓國LGBT用旗
朝鮮人民共和國國旗
大韓民國政府旗
國家重建最高會議議長旗
大韓民國陸軍軍旗
大韓民國海軍軍旗
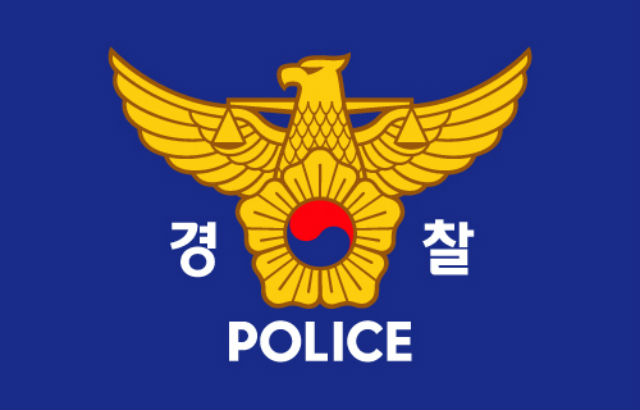
大韓民國警察警旗
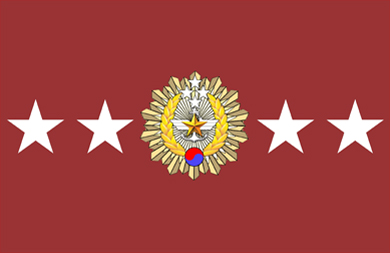
大韓民國合同參謀議長（朝鲜语：대한민국의 합동참모의장）旗幟
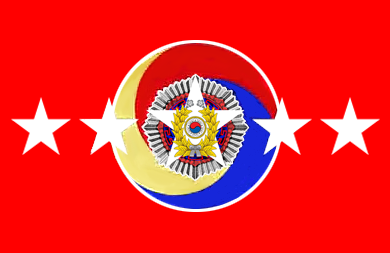
大韓民國陸軍參謀總長旗幟
朝鮮獨立軍進軍旗
學徒護國團團旗（1949年－1960年）
學徒護國團團旗（1975年－1986年）
統營市市旗
大韓人國民會（朝鲜语：대한인국민회）會旗
大韓人國民會（朝鲜语：대한인국민회）會旗（历史上）
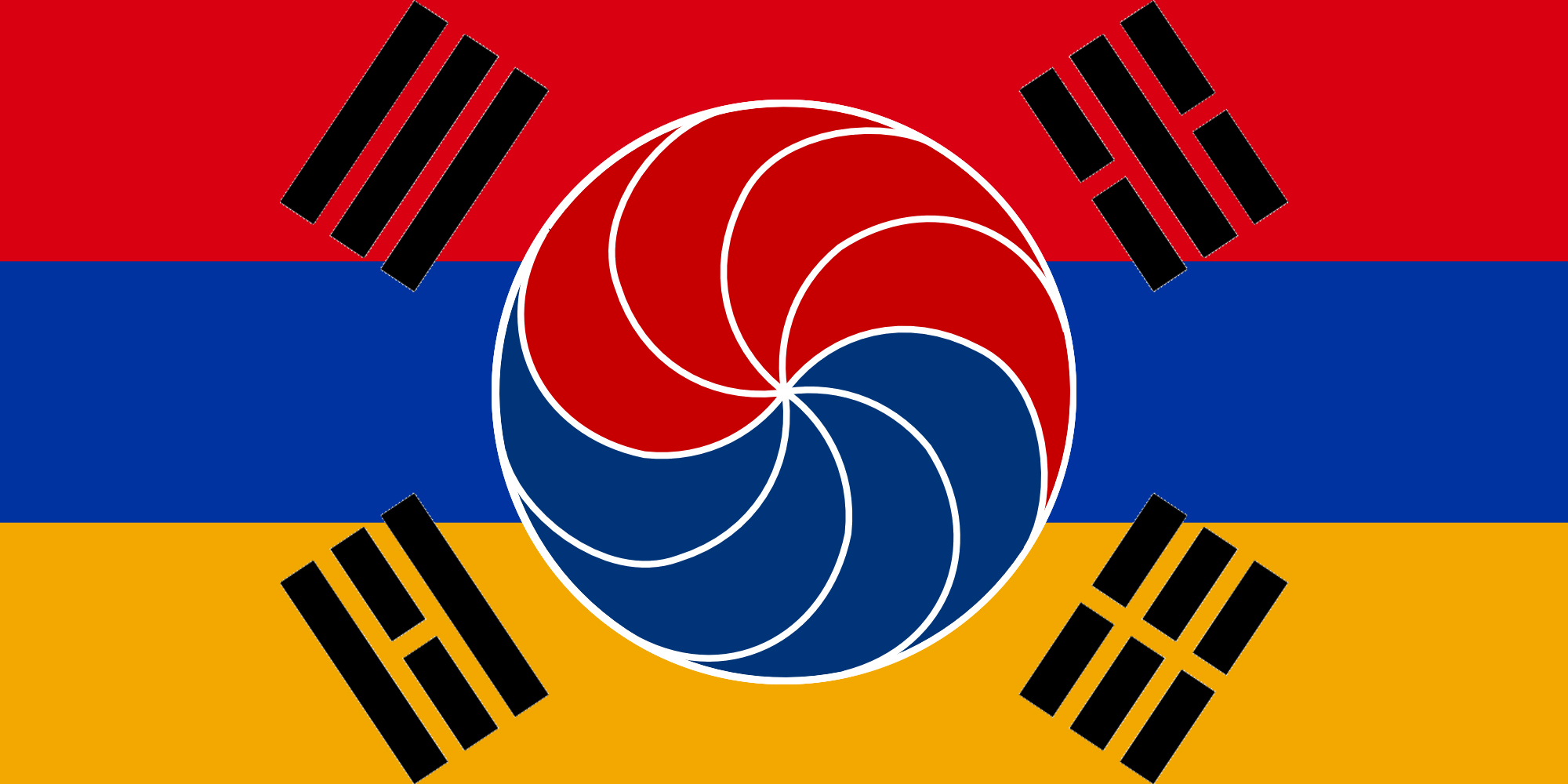
在韓亞美尼亞僑民旗幟
在日本大韓民國民團旗幟
安重根作“大韓獨立”旗幟

## 相关徽章

大韓民國國徽（1948年－1963年）
大韓民國國徽（1963年－1984年）
大韓民國國徽（1984年－1997年）
大韓民國國徽（1997年－2016年）
大韓民國國徽（2016年至今）
朝鮮人民共和國國徽
北朝鮮臨時人民委員會會徽
駐朝鮮美國陸軍司令部軍政廳徽章
大韓民國臨時政府國徽
大韓帝國國徽
大韓帝國國徽（1900年左右）
大韓帝國皇帝徽章
朝鮮王朝國徽
新國家黨政黨標誌
前進韓國（朝鲜语：가나코리아）政黨標誌
大韓民國政府徽章
大韓民國外交貿易部部徽（2005年－2013年）
大韓民國外交部部徽（2013年－2016年）
大韓民國統一部部徽（1998年－2005年）
韓國銀行行徽（1946年－2010年）
韓國銀行行徽（2010年至今）
大韓民國第二建國泛國民推進委員會（朝鲜语：대한민국 제2의건국범국민추진위원회）會徽
國家重建最高會議會徽
統一主體國民會議會徽
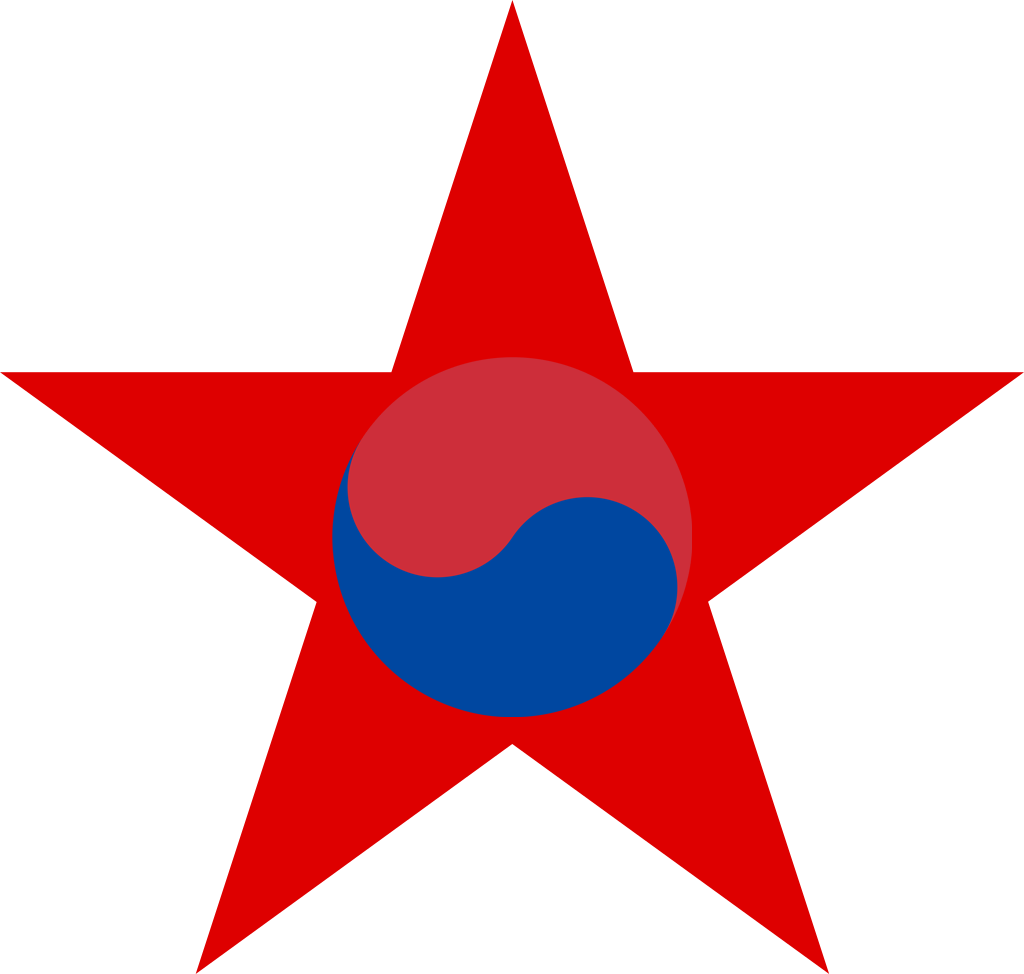
祖國統一民主主義戰線會徽
大韓民國陸軍軍徽
大韓民國海軍軍徽
大韓民國海軍國籍標誌
大韓民國空軍國籍標誌
大韓民國空軍國籍標誌
大韓民國空軍國籍標誌（低能見度）
大韓民國警察警徽
大韓民國警察警徽
大韓民國海洋警察警徽
朝鮮獨立軍軍徽
韓國光復軍軍徽
學徒護國團團徽
韓美聯合軍司令部徽章
美國陸軍第8憲兵旅徽章
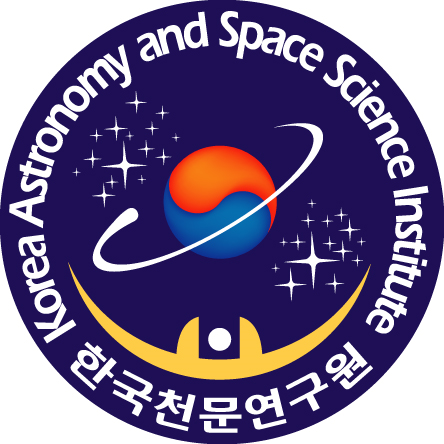
韓國天文研究院院徽
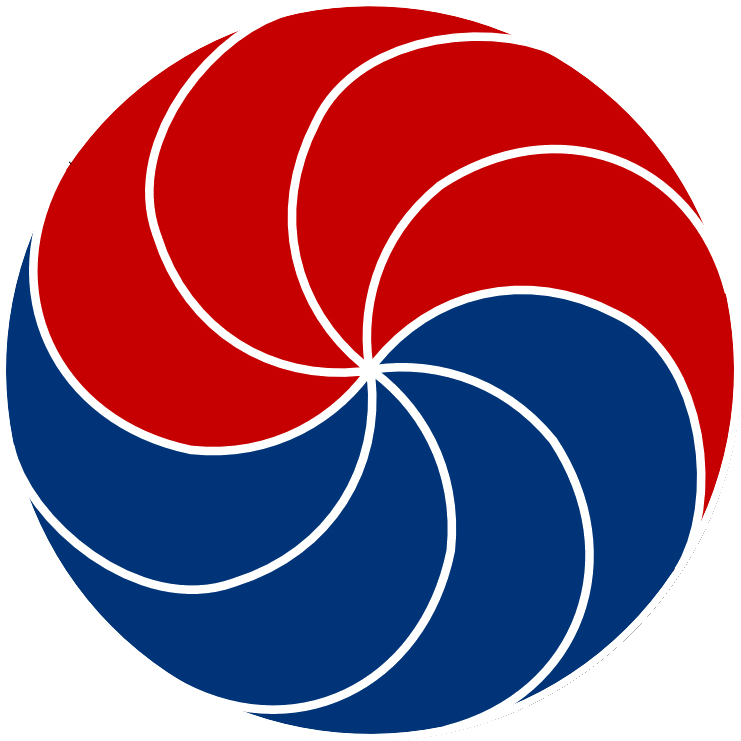
在韓亞美尼亞僑民徽章
第一代大韓航空商標（1984年至2025年）
第二代大韓航空商標（2025年起）
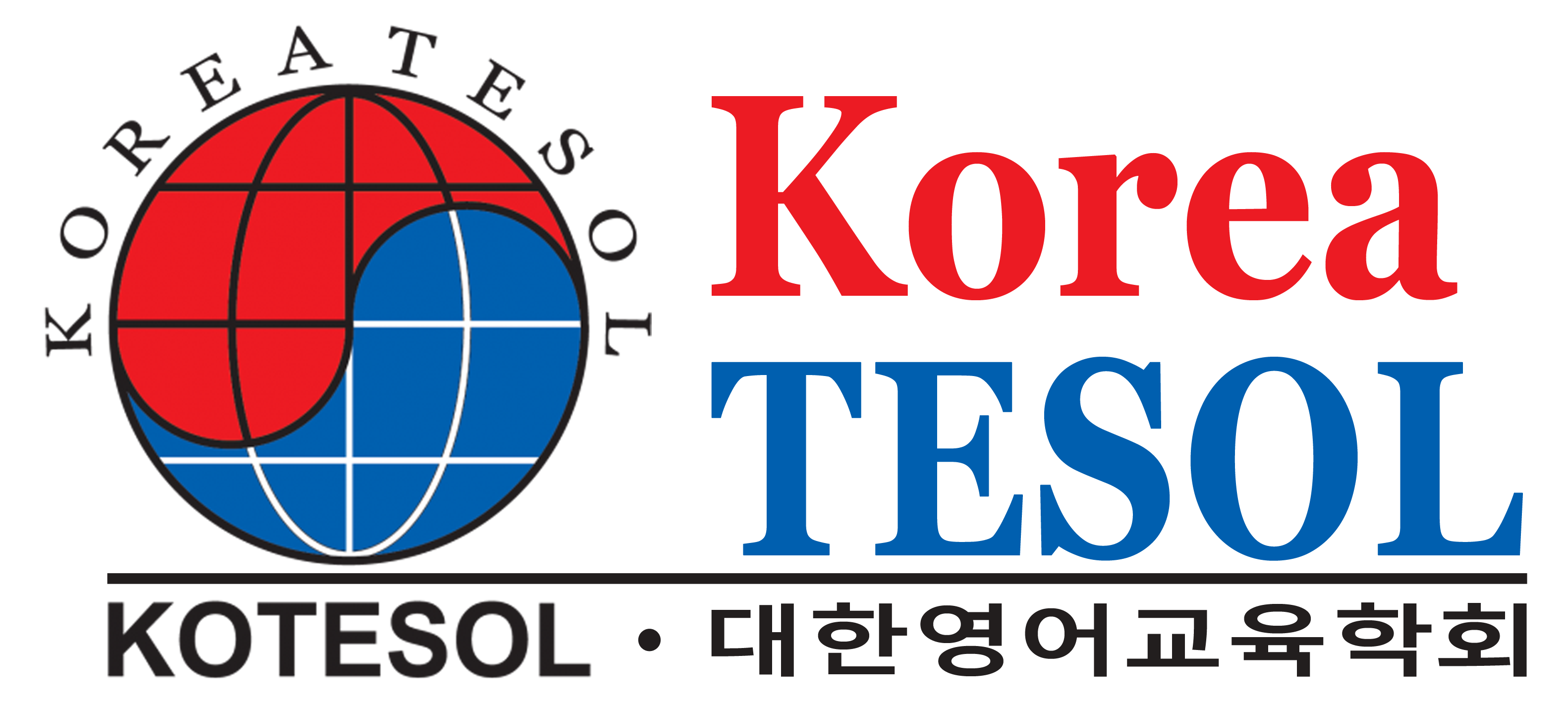
Korea TESOL（英语：Korea TESOL）標誌
戰鬪館合氣道（英语：Combat Hapkido）徽章
KTV國民放送臺標